# برگ (باواریای علیا)
برگ (باواریای علیا) (به آلمانی: Berg, Upper Bavaria) یک شهر در آلمان است که در بایرن واقع شده‌است.

## خصوصیات
برگ ۳۶٫۶۳ کیلومترمربع مساحت دارد ۶۳۹ متر بالاتر از سطح دریا واقع شده‌است.